# Hildeberto de Lavardin
Hildeberto de Lavardin ou Hildeberto de Tours (em latim: Hildebertus Turonensis; c. 1055–18 de dezembro de 1133) foi um escritor e clérigo francês. Seu nome aparece também como Hidalberto (Hydalbert), Gildeberto (Gildebert) e Aldeberto (Aldebert).

## Vida
Hildeberto nasceu de pais pobres em Lavardin, perto de Vendôme, e foi desde cedo destinado à igreja. Provavelmente um pupilo de Berengário de Tours, tornou-se mestre da escola de Le Mans. Em 1091, foi feito arcediago e, em 1096, bispo de Le Mans. Teve que enfrentar a hostilidade de parte de seu clero e também do rei Guilherme II da Inglaterra, que capturou sua cidade o levou cativo para a Inglaterra por um ano.
Viajou para Roma e tentou obter permissão para renunciar ao seu bispado, que o papa Pascoal II recusou-se a conceder. Em 1116, sua diocese foi atirada em grande confusão por causa da pregação de Henrique de Lausana, que estava denunciando o alto clero, especialmente o bispo. Apesar de ter conseguido convencê-lo a deixar a região de Le Mans, os efeitos de seus discursos foram duradouros.
Em 1125, Hildeberto foi transladado contra sua vontade para a arquidiocese de Tours, onde entrou em conflito com Luís VI da França sobre os direitos do patronato eclesiástico e, com o bispo de Dol sobre a autoridade de sua sé na Bretanha. Presidiu o Sínodo de Nantes e morreu em Tours, provavelmente em 18 de dezembro de 1133. Hildeberto construiu parte da catedral de Le Mans. Alguns autores se referem a ele como santo, mas aparentemente não há autoridade para isto. Ele não era um homem de vida estrita, mas seus contemporâneos o tinham em grande estima, chamando-o de "egregius versificator".
É conhecido por notória misoginia pois considerava a mulher o pior inimigo do homens: «A mulher, coisa frágil, inconstante a não ser no crime, não deixa nunca espontaneamente de ser nociva. A mulher, chama voraz, loucura extrema, inimiga íntima, aprende e ensina tudo o que pode prejudicar. A mulher, vil fórum, coisa pública, nascida para enganar, pensa ter triunfado quando pode ser culpada. Consumindo tudo no vício, é consumida por todos; predadora dos homens, torna-se ela própria a presa.». Não obstante, viveu maritalmente, foi polígamo e teve vários filhos.

## Obras

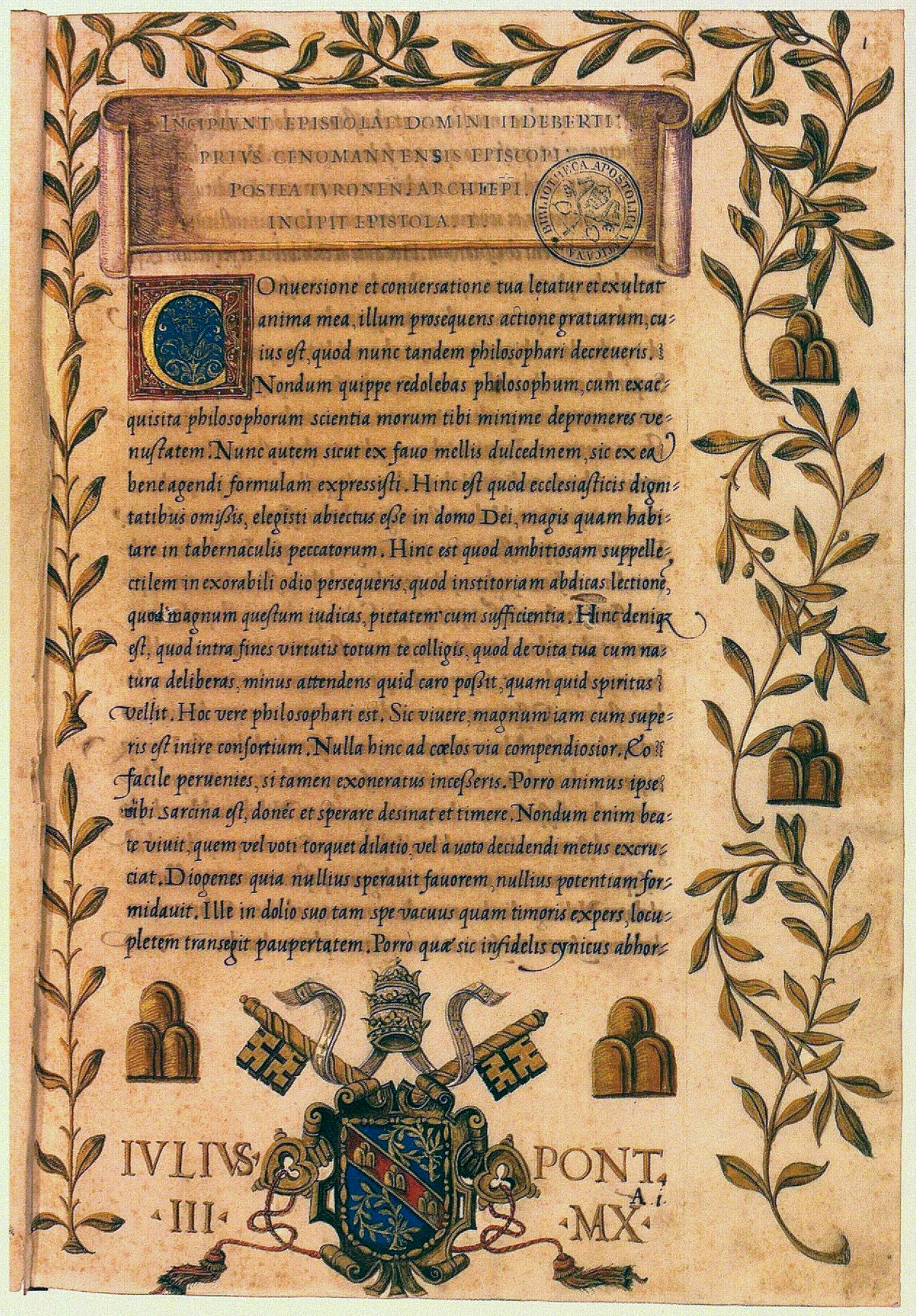

As obras sobreviventes de Hilberto consistem principalmente de cartas, poemas, uns poucos sermões, duas "Vitae" (biografias) e um ou dois tratados. Uma edição de suas obras, preparada pelo maurista Antoine Beaugendre e intitulada "Venerabilis Hildeberti, prima Cenomanensis episcopi, deinde Turonensis archiepiscopi, opera tam edita quam inedita", foi publicada em Paris em 1708 e foi republicada com algumas adições por J-J Bourassé em 1854. Estas edições, porém, tem diversos defeitos. Elas creditam Hildeberto com numerosos escritos de outros e omitem alguns que são dele, fatos que afetaram a posição de Hildeberto na história do pensamento medieval.
Antes ele era visto como um filósofo, uma opinião que se baseava em sua autoria do importante "Tractatus theologicus" — que agora é atribuído a Hugo de São Vítor. Suas cartas foram muito populares nos séculos XII e XIII e eram frequentemente utilizadas como clássicos nas escolas da França e da Itália. Elas, que tratam da disputa entre o imperador Henrique V e o papa Pascoal II, foram editadas por Ernst Sackur e impressas na "Monumenta Germaniae historica. Libelli de lite ii" (1893).
Seus poemas, sobre vários temas, são desfigurados por defeitos de estilo e métrica, mas eram também muito populares. Hildeberto conseguiu alguma celebridade ainda como pregador, tanto em francês quanto em latim, mas apenas uns poucos de seus sermões sobreviveram, sendo que a maioria dos 44 que seus editores atribuem a ele sendo, na verdade, de Pedro Lombardo e outros.
As "Vitae" que Hildeberto escreveu são sobre Hugo de Cluny e Santa Radegunda. O "liber de Querimonia et Conflictu carnis et Spiritus seu animae" é, sem dúvida, obra sua. Hildeberto esa um excelente estudioso do latim, com bons conhecimentos de Cícero, Ovídio e outros autores, e seu espírito é mais o de um escritor pagão que o de um cristão.
Hildeberto enviou cartas e poemas para Adela da Normandia aconselhando-a a ser clemente e elogiando sua regência de Blois.